# Черамі
Черамі (італ. Cerami, сиц. Cirami) — муніципалітет в Італії, у регіоні Сицилія,  провінція Енна.
Черамі розташоване на відстані близько 490 км на південь від Рима, 105 км на схід від Палермо, 35 км на північний схід від Енни.

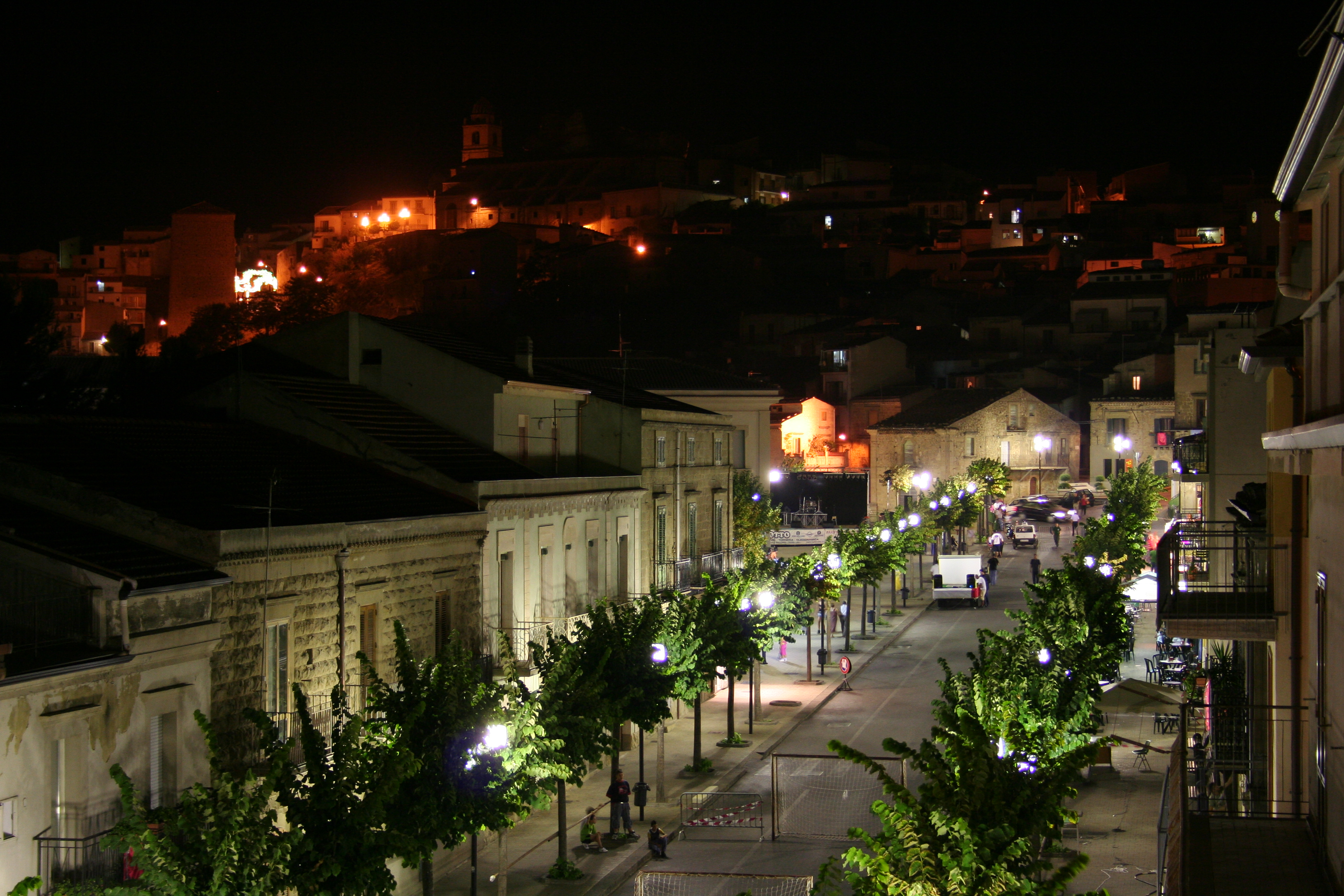

Населення — 2072 особи (2014).
Покровитель — San Sebastiano.

## Демографія
Населення за роками:

Станом на 1 січня 2023 року в муніципалітеті офіційно проживали 24 іноземці з 11 країн, серед них 5 громадян країн Євросоюзу.

## Сусідні муніципалітети
- Капіцці
- Чезаро
- Гальяно-Кастельферрато
- Містретта
- Нікозія
- Троїна